# Ahrenswohlde
Ahrenswohlde is een klein dorpje en voormalige zelfstandige gemeente in de Duitse deelstaat Nedersaksen tussen Bremen en Hamburg. Het maakt deel uit van de Landkreis Stade en is sinds 1972 opgegaan in de gemeente Ahlerstedt.